# Topolino nel paese dei nani
Topolino nel paese dei nani (Gulliver Mickey) è un film del 1934 diretto da Burt Gillett. È un cortometraggio animato della serie Mickey Mouse, prodotto dalla Walt Disney Productions e uscito negli Stati Uniti il 19 maggio 1934, distribuito dalla United Artists.
Il singolo cortometraggio non è stato doppiato in italiano. Il film è stato però inserito, senza titoli di testa e di coda, nello speciale in VHS Le meravigliose fiabe del Grillo Parlante, uscito nel 1986. In quell'occasione Topolino venne doppiato da Claudio Trionfi.

## Trama
Dopo aver rovinato il gioco degli orfanelli, che fingevano di essere marinai, Topolino racconta loro le sequenze di Lilliput de I viaggi di Gulliver, fingendo che sia un evento davvero accaduto a lui. Nella storia, Topolino arriva su un'isola dopo un naufragio e si addormenta. Si sveglia bloccato a terra da delle piccole funi, in una città dove tutto è minuscolo, compresi gli uomini. Dopo che si è liberato delle funi, gli spaventati uomini lo attaccano con le loro armi, che a Topolino fanno solo il solletico. Presto arriva un enorme ragno (somigliante a Pietro Gambadilegno) deciso ad attaccare la città. Topolino combatte quindi contro il bestione, vincendo. Tuttavia, dopo che Topolino ha finito la storia, uno dei bambini gli fa dondolare davanti un ragno finto attaccato a una canna da pesca, spaventandolo enormemente.

## Edizioni home video

### DVD
Il cortometraggio è incluso nel DVD Walt Disney Treasures: Topolino in bianco e nero.